# 通勤列車 (韓国)
通勤列車（つうきんれっしゃ）は、韓国鉄道公社（KORAIL）が設定している列車種別の一つ。日本語では「通勤」を韓国語読みにしてトングン列車とも表記される。各駅停車として運行され、日本の普通列車に相当する。
2008年1月1日以降は旅客営業路線の一部末端区間でのみ運行され、2019年4月1日から同年12月31日までは一時的に全路線で営業休止となっていた。その後、2020年1月1日から運行が再開されたものの、2023年12月17日をもって運行を終了し、2025年4月時点で運行されている路線が無い。そのため、事実上廃止された列車種別となっている。

## 概要
かつてはトンイル号（統一号）の一部として運行されていた列車で、釜山広域市で1996年4月1日から運行された「都市通勤列車」が前身である。韓国高速鉄道（KTX）開業に合わせたダイヤ改正でトンイル号が全廃されることになった為、その代替を目的として2004年4月1日に新設された。その為、「通勤」とあるが、通勤客が集中する朝夕だけでなく、終日運行している。
最初期はラッシュ時等に客車で運行されることもあったが、2004年のダイヤ改正にともなう車両整理を受け、旌善線を除くほぼ全ての列車が「CDC」と呼ばれる9501系気動車で運行されるようになった。その為、非電化路線が通る地方都市とその周りの中小都市の間で主に運転され、その際は各駅停車のほか、一部路線・区間では主要駅のみ停車する快速的な性格の列車も存在した。なお、KORAILの一般列車（電鉄を除く旅客列車）は原則として列車・座席指定制だが、通勤列車は列車指定のみで、全列車全車両が自由席となる。
利用者の伸び悩みや電化の進展といった鉄道環境の変化により、2006年から他の列車種別への置き換えによる廃止措置が講じられ始め、CDC投入から約10年、通勤列車設定から5年足らずで路線網は大幅に縮小、2019年4月1日に運行区間が事実上消滅した。その後2020年1月から光州線内で通勤列車の運行が再開されたが、2023年12月をもって運行を終了した。

## 歴史
- 1996年4月1日 - 釜山駅 - 海雲台駅（現・新海雲台駅）間でトンイル号「都市通勤列車」10往復の運行開始。以後、各地に勢力拡大。
- 2004年4月1日 - トンイル号廃止、「通勤列車」設定。
- 2006年11月1日 - 京釜線・鎮海線慶全線・光州線・湖南線の通勤列車を全廃。
- 2008年1月1日 - 群山線・全羅線・大邱線・中央線・東海南部線・旌善線の通勤列車を全廃。
- 2014年5月1日 - 京義線の通勤列車を全廃。
- 2019年4月1日 - 京元線逍遥山 - 漣川間電化工事に伴い、同線の通勤列車を運行休止。これにより運行区間が一時消滅。
- 2020年1月1日 - 光州線内のムグンファ号シャトル列車を置き換える形で運転再開。
- 2023年12月17日 - 光州線内の通勤列車を全廃。

## 運営

### 運賃
運賃は国土交通部が定めた上限の範囲内でKORAILが策定しており、列車等級別ごとの対キロ計算で産出される。他の列車種別とは異なり、通勤列車には営業開始当初から特室と呼ばれる一等車が存在しておらず、単一の座席等級での計算となる。

### 運行路線
通勤列車の大多数は、非電化路線が多く残る慶尚道や全羅道の都市間で運行されていた。また、沿線に主だった都市の無い盲腸線でも運行が見られた。

#### 運行休止路線
京元線：漣川 - 白馬高地
- 2012年11月20日 - 2019年3月31日

東豆川 - 白馬高地間の一部区間として運行。設定上の料金は51.4kmまで1600ウォンだが、運行距離の短さや首都圏電鉄からの乗り継ぎを考慮し、全区間1000ウォンの特定運賃が適用されていた。
首都圏電鉄1号線の逍遥山 - 漣川間延伸工事により、2019年4月1日から逍遥山以北の京元線が全て休止路線となるため、2019年3月31日の営業をもって運行休止（バス代行）。
電化区間に組み込まれなかった漣川 - 白馬高地間の京元線は、2023年に延伸工事が終了した後も運行休止の状態が続いている。KORAILは2025年の営業再開を予定しているが、CDC通勤列車が2023年で全廃されていることから、客車型ムグンファ号での運行を予定しており、当種別はこのまま廃止される可能性もある。

#### 運行終了路線
郊外線・京義線（議政府 - 日迎 - ソウル）
- 1997年6月16日 - 2004年3月31日

郊外線の旅客列車運行休止により運行終了。「通勤列車」が列車種別として設定される前の運転。
東海南部線・京釜線（月内 - 釜田 - 釜山）
- 1996年4月1日 - 2006年10月31日 : 東西通勤列車で運転を始まる。[要出典]
  - 2004年2月1日：KTX開業に伴う運行体系見直しのため、釜田 - 釜山間の運行終了。
  - 2006年10月31日：釜山地下鉄2号線開業等による利用者減少のため、月内 - 釜田間の運行終了。

慶全線・鎮海線（馬山 - 昌原 - 鎮海 / 統海）
- 1997年 - 2006年10月31日

セマウル号への置き換えにより運行終了。
慶全線（ 馬山 - 順天）
- 1998年 - 2006年10月31日

全羅線・慶全線・光州線・湖南線（麗水 / 順天 / 光州 - 木浦）
- 1998年 - 2006年10月31日

全羅線（全州 - 任実）
- 1998年 - 2006年10月31日

群山線・全羅線（群山 - 益山 - 全州）
- 1996年9月16日 - 2007年12月31日

長項線の延伸開業に伴う運行体系見直しにより運行終了。
大邱線・中央線・東海南部線（東大邱 - 永川 - 慶州 - 浦項）
- 1996年9月16日 - 2007年12月31日

旌善線（甑山 - 九切里駅）
- 2004年4月1日 - 2007年12月31日
  - 2004年9月22日：路線の営業休止により、アウラジ - 九切里間の運行終了。
  - 2007年12月31日：ムグンファ号への置き換えにより、甑山 - アウラジ間の運行終了。

京義線（ソウル - 都羅山）
- 1997年 - 2014年4月30日
  - 2001年9月30日：京義線の復旧再開業により、汶山 - 臨津江間の運行開始。
  - 2002年4月11日：京義線の復旧再開業により、臨津江 - 都羅山間の運行開始。
  - 2007年12月31日：セマウル号の運用見直しにより、臨津江 - 都羅山間の運行終了。
  - 2009年6月30日：京義電鉄線（現：京義・中央線）の開業により、ソウル - 汶山間の運行終了。
  - 2009年7月1日：セマウル号の運用見直しにより、臨津江 - 都羅山間の運行復活。
  - 2014年4月30日：観光列車「平和列車（DMZ-train）」運行開始により、汶山 - 都羅山の運行終了。

京元線（議政府 - 漣川）
- 1997年6月16日 - 2019年3月31日
  - 2006年12月14日：首都圏電鉄1号線（京元電鉄線）の延伸開業により、議政府 - 東豆川間の運行終了。
  - 2012年11月20日：京元線の延伸開業により、新炭里 - 白馬高地間の運行開始。
  - 2019年3月31日：首都圏電鉄1号線の延伸工事により、東豆川 - 漣川間の運行終了。

光州線：光州松汀 - 光州
- 2020年1月1日 - 2023年12月17日

KTX停車駅と光州市中心街を2016年12月19日から結んでいた、ムグンファ号によるシャトル列車の置き換えとして運行を開始した。京元線と同様、全区間1000ウォンの特定運賃が適用されていた。

## 車両
通勤列車はCDC（Commuter Diesel Car）と呼ばれる9501系気動車で運行されている。ただし、旌善線ではムグンファ号用の客車と電源車・ディーゼル機関車の3両編成を用いて、自由席の通勤列車として運行していた。